# Беллинсгаузен (антарктическая станция)
Беллинсгаузен — российская антарктическая станция на острове Кинг-Джордж (Ватерлоо) в составе Южных Шетландских островов. Названа в честь Фаддея Беллинсгаузена. Основана Советской Антарктической экспедицией 22 февраля 1968 года.
Является самой северной (то есть ближайшей к экватору) российской антарктической станцией. В 2015 году здесь было восемь человек круглогодичного состава и пять сезонных специалистов.
В непосредственной близости от станции Беллинсгаузен расположена чилийская антарктическая станция Фрей (Presidente Eduardo Frei Montalva).
На станции выполняются географические, геологические, гляциологические и биологические исследования, с середины 1970-х годов действует мощный радиоцентр, обслуживающий в том числе рыболовецкий флот. Электроснабжение осуществляется от трёх дизель-генераторов суммарной мощностью 225 кВт.
С 2004 года вблизи Беллинсгаузена действует православная церковь Святой Троицы, единственная постоянно действующая церковь в Антарктиде.
В 2013 году полярную станцию посетила американская рок-группа Metallica.
17 февраля 2016 года во время своего визита в страны Центральной и Южной Америки станцию посетил предстоятель Русской Православной Церкви, патриарх московский и всея Руси Кирилл.
В январе 2020 года на берегу острова Кинг-Джордж (Ватерлоо) на российской станции открыт памятник Беллинсгаузену.

## Климат

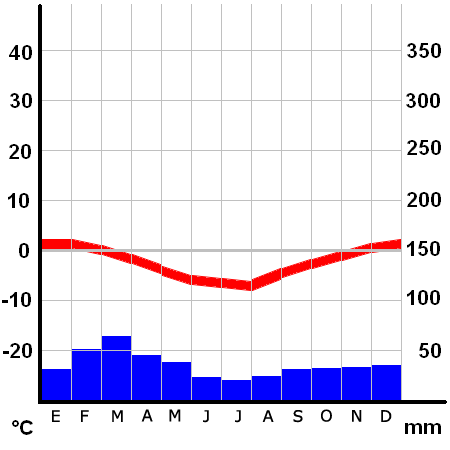
Климатограмма

Антарктический полуостров и близлежащие острова — самое благоприятное место в Антарктике для жизнедеятельности. Температура самого холодного месяца (август) — −6,8°С, самого тёплого (февраль) — +1,1 °C. Российские полярники часто называют станцию Беллинсгаузен — «курорт».
В летний период 2009—2010 г.г. впервые за всё время существования станции окружающий снежный покров так и не растаял.

## Связь
На станции действует спутниковый канал связи через геостационарный спутник Экспресс АМ8, принимается и ретранслируется с помощью маломощного передатчика пакет из 14 каналов российского телевидения.

## Транспорт

Карта острова с научными станциями

Доставка грузов и научных сотрудников осуществляется раз в два года рейсом НЭС «Академик Фёдоров», в остальное время — через международный чилийский аэропорт имени Тениенте Марша.

## Галерея

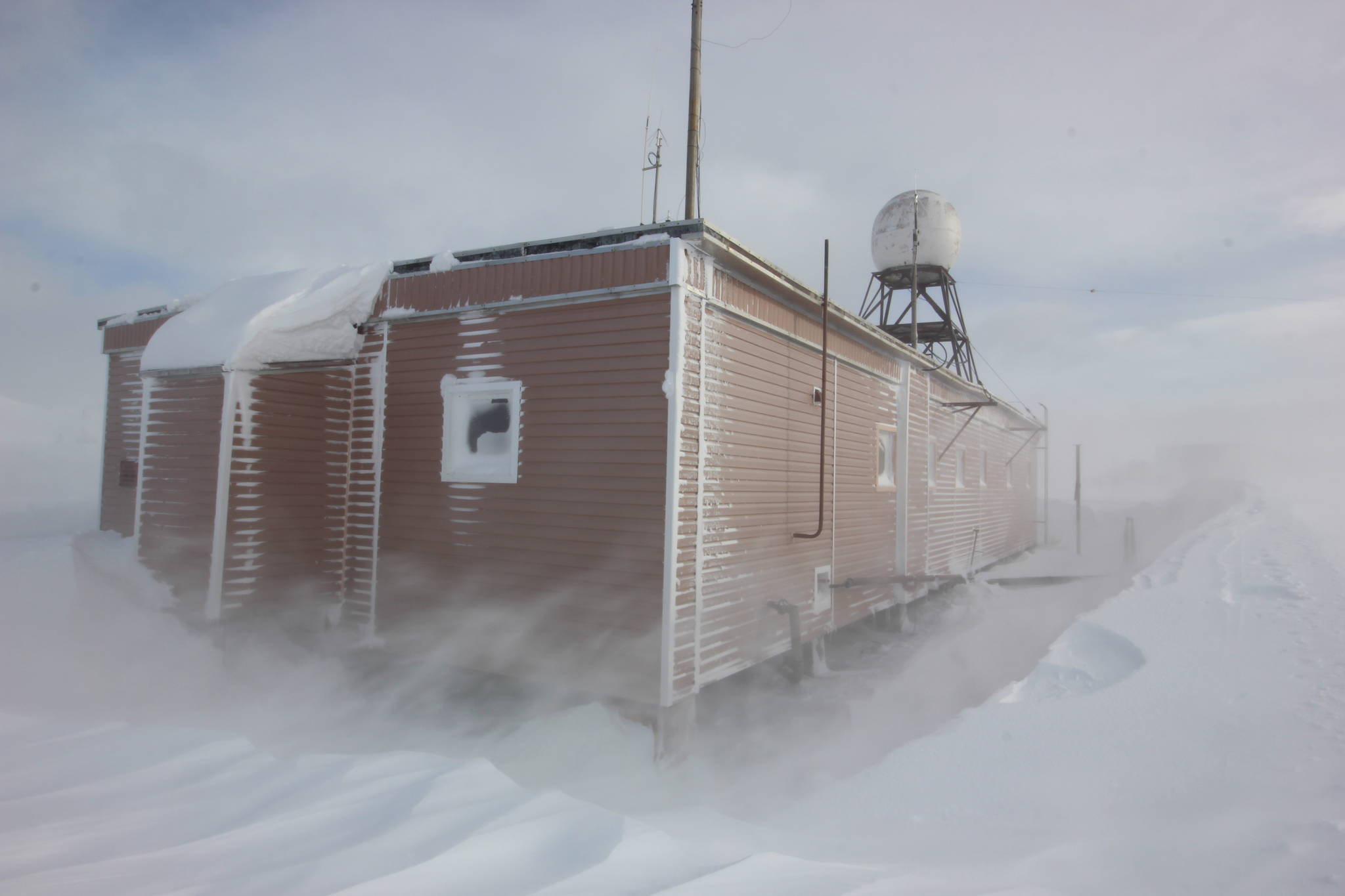
Ветреный день на станции Беллинсгаузен. Вид на радиодом
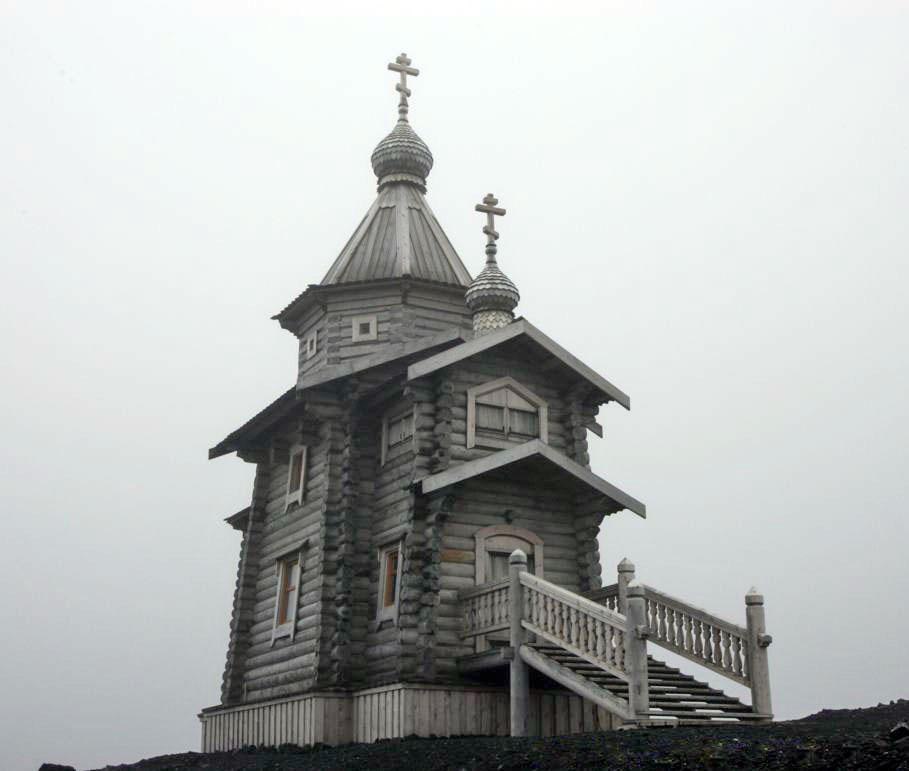
Церковь Святой Троицы
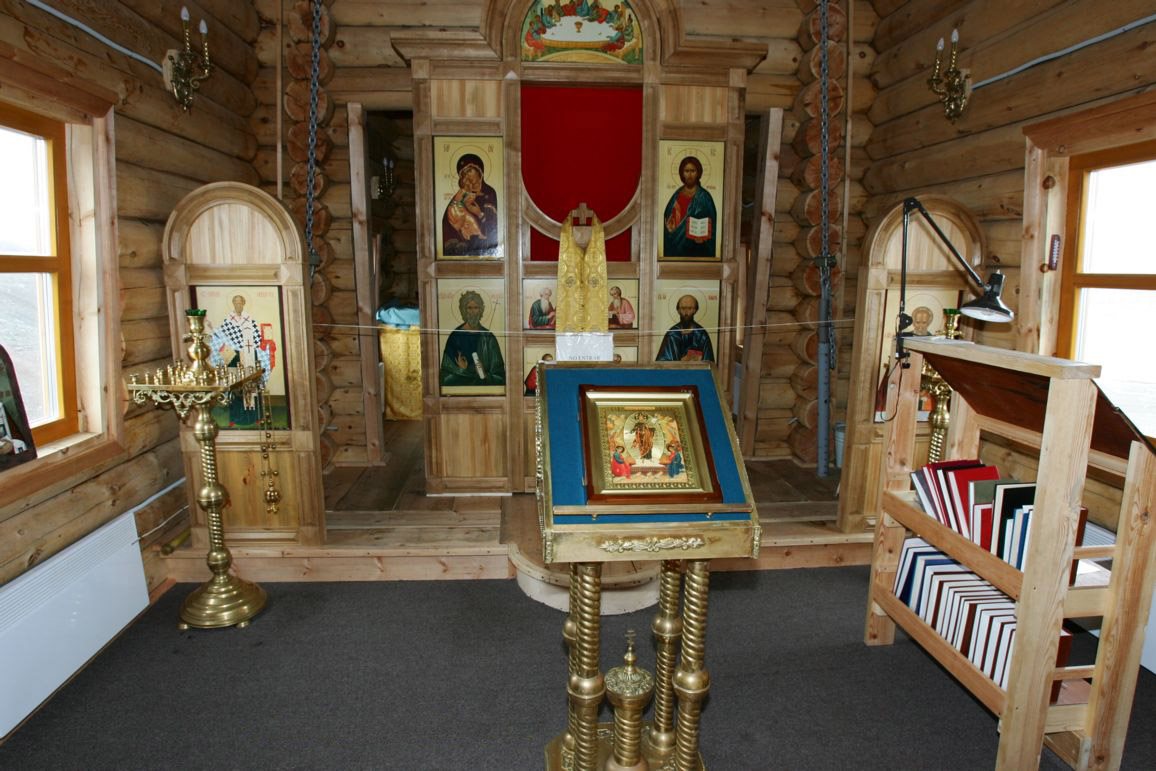
Внутри Церкви Святой Троицы
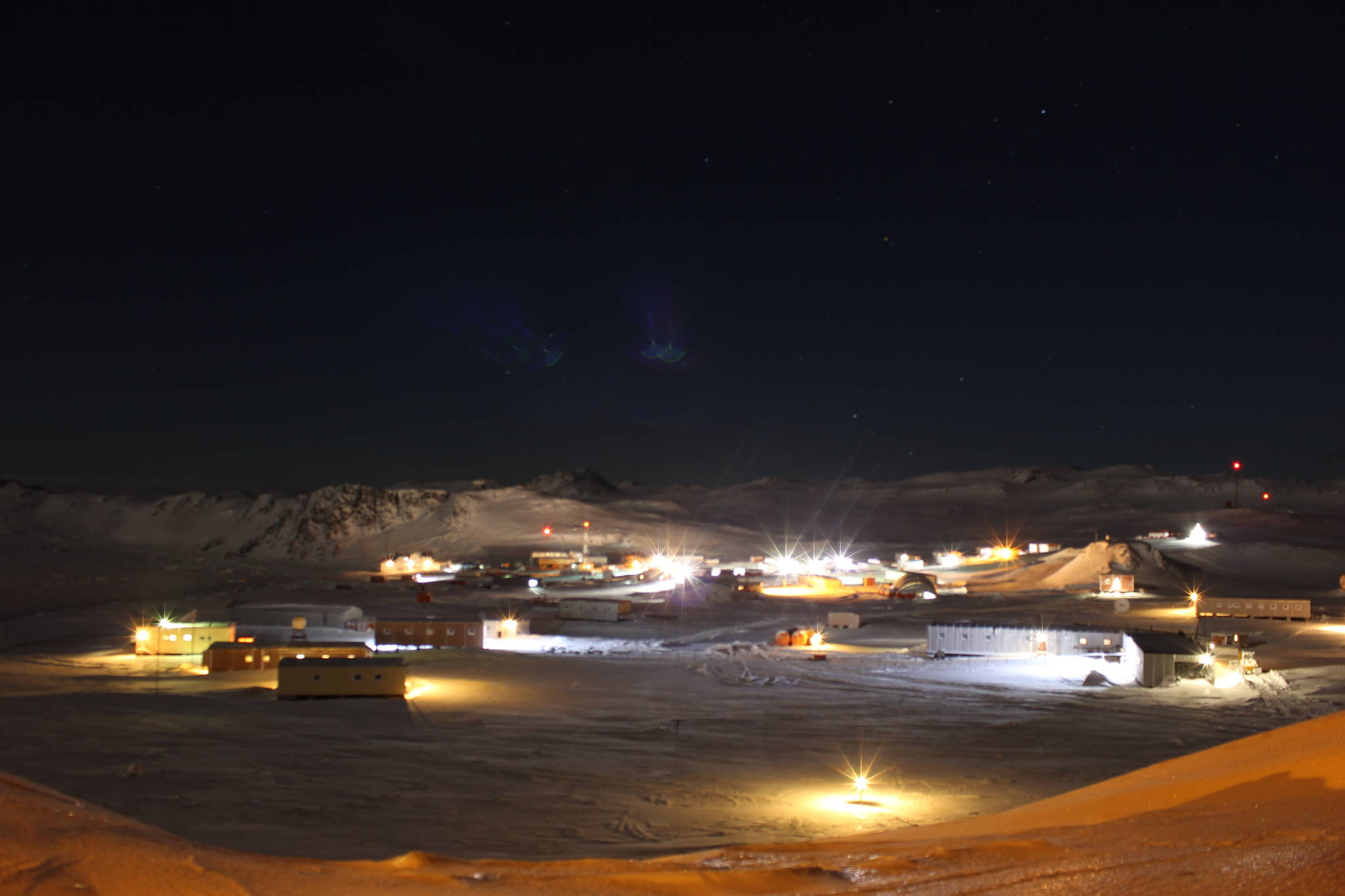
Беллинсгаузен ночью
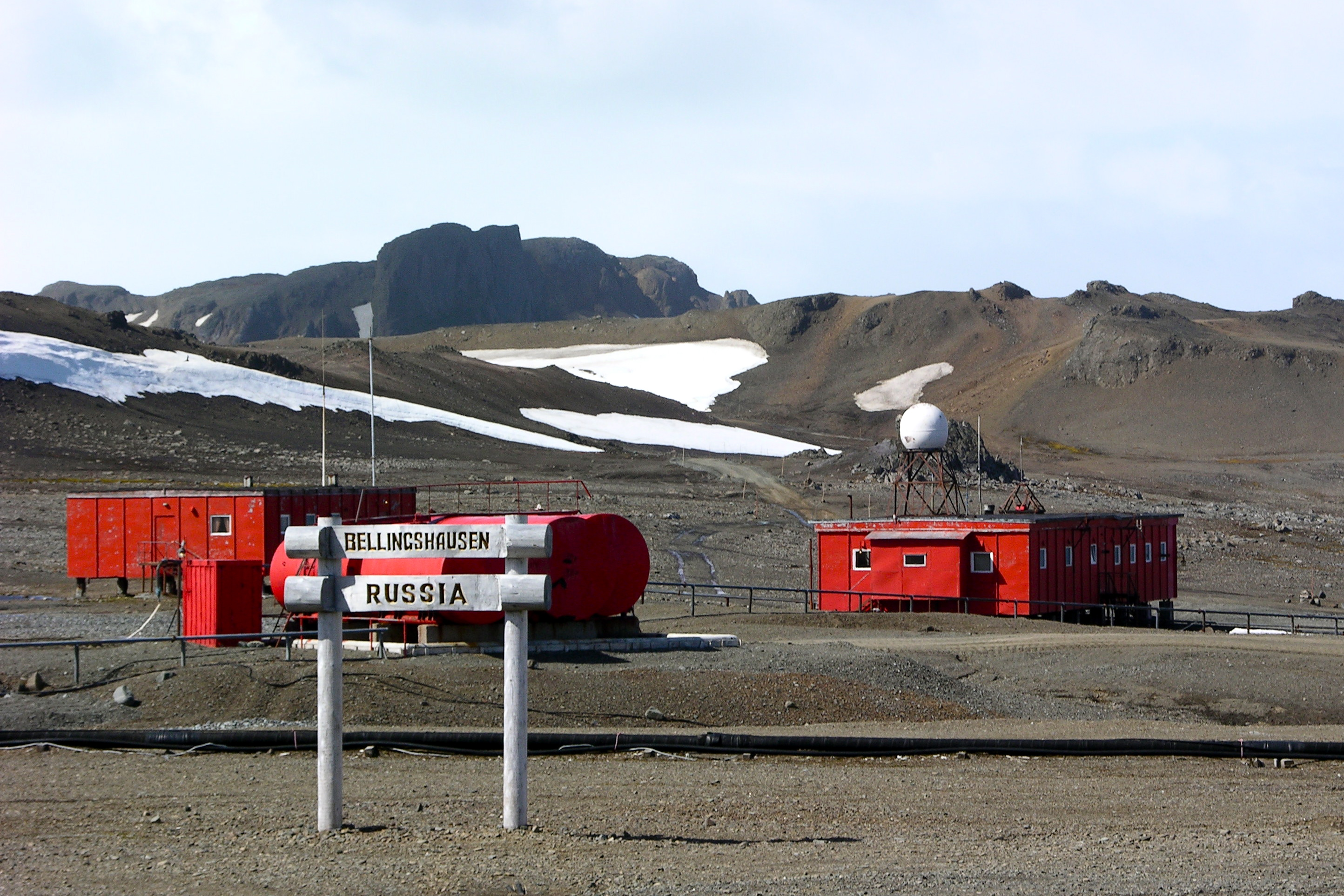
Беллинсгаузен в 2012 году
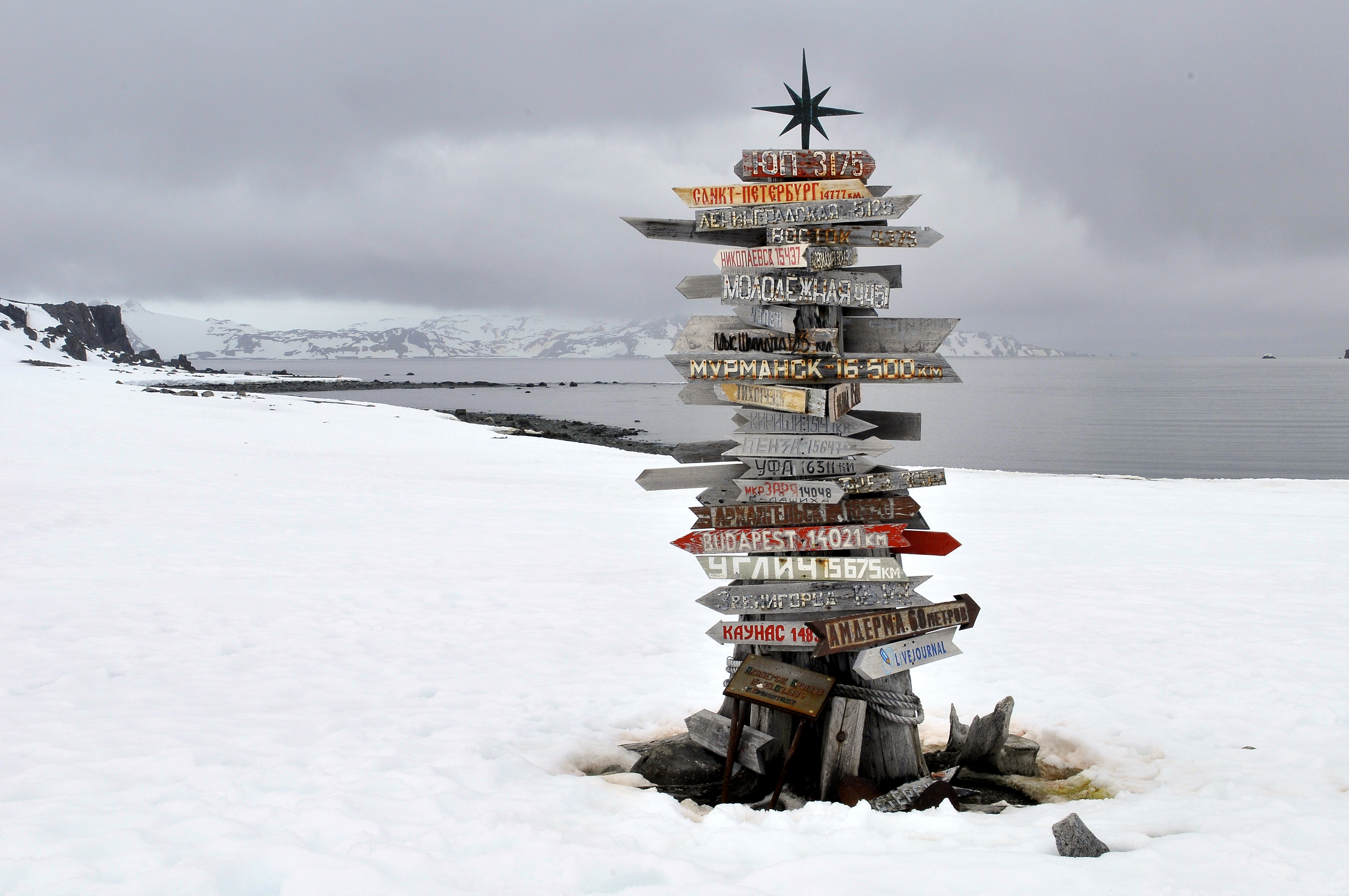
Роза ветров